# The Lightning Raider
The Lightning Raider é um seriado estadunidense de 1919, foi filmado em 15 capítulos, e produzido pela Astra Film Corporation. Dirigido por George B. Seitz e distribuído pela Pathé. No gênero ação, foi estrelado por Pearl White e Warner Oland, sendo considerado o filme de estreia de Boris Karloff. Veiculou nos cinemas dos Estados Unidos entre 15 de janeiro e 23 de abril de 1919.
O seriado foi editado dentro do filme “Days of Thrills and Laughter”, em 1961.

## Sinopse
Quando uma valiosa peça de ébano é roubada da casa de Thomas Babbington North, a bela e destemida Lightning Raider, interpretada por Pearl White, prontamente ajuda a recuperá-la. Os heróis, porém, enfrentam Wu Fang, interpretado por Warner Oland, um asiático astuto e mortal.

## Elenco

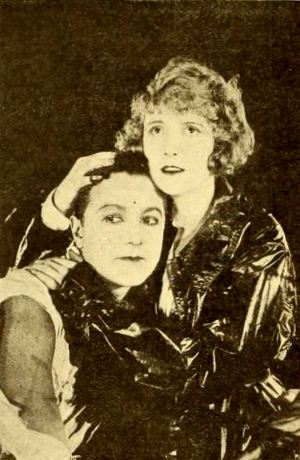
Cena do capítulo 8, Cave of Dread, com Pearl White e Henry G. Sell.

- Pearl White … The Lightning Raider
- Warner Oland … Wu Fang
- Henry G. Sell … Thomas Babbington North
- Ruby Hoffman … Lottie
- William P. Burt … The Wasp (creditado William Burt)
- Frank Redman … Hop Sing
- Nellie Burt … Sunbeam
- Sam Kim
- Henrietta Simpson
- Boris Karloff
- Billy Sullivan (creditado William A. Sullivan)
- Anita Brown

## Capítulos

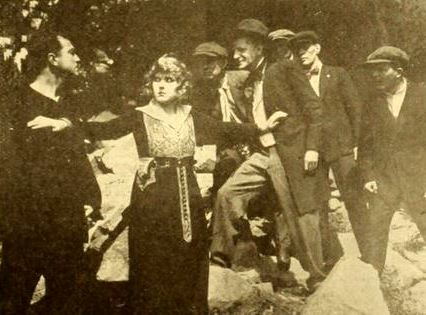

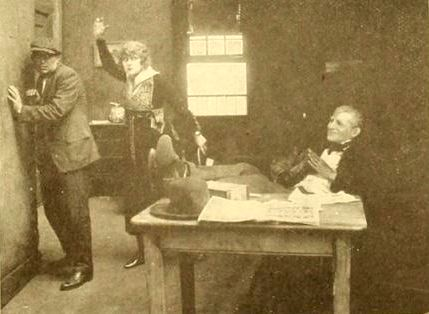

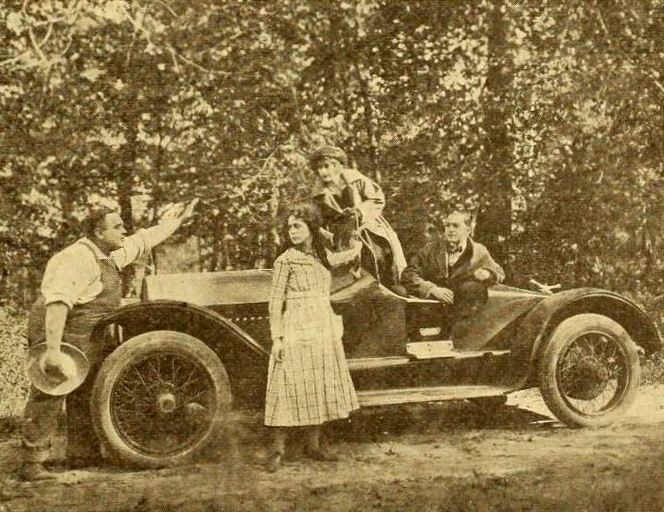
Cenas do seriado The Lightning Raider (1919)

1. The Ebony Block
2. The Counterplot
3. Underworld Terrors
4. Through Doors of Steel
5. The Brass Key
6. The Mystic Box
7. Meshes of Evil
8. Cave of Dread
9. Falsely Accused
10. The Baited Trap
11. The Bars of Death
12. Hurled Into Space
13. The White Roses
14. Cleared of Guilt
15. Wu Fang Atones